# David Chokachi
David Chokachi, właściwie David Al-Chokhachy (ur. 16 stycznia 1968 w Plymouth) – amerykański aktor telewizyjny i filmowy. 

## Życiorys

### Wczesne lata
Urodził się w Plymouth w stanie Massachusetts jako syn pochodzącej z Finlandii Carolyn (z domu Coombs) i Turka pochodzenia irackiego Modhaffera Khalafa Ala-Chokhachy. Dorastał wraz z siostrą Heather i bratem Robertem w Marion w stanie Massachusetts, gdzie w 1986 ukończył elitarną szkołę Tabor Academy. W 1990 otrzymał dyplom ukończenia wydziału politologii w Bates College w Lewiston (stan Maine) i podjął pracę dla kongresmena. 

### Kariera
W 1995 rozpoczął swoją karierę na szklanym ekranie rolą ratownika Cody’ego Madisona w serialu Słoneczny patrol (Baywatch, 1995-99). Następnie pojawił się w sitcomie NBC A teraz Susan (Suddenly Susan, 1997) z Brooke Shields oraz sitcomie ABC Sabrina, nastoletnia czarownica (Sabrina, the Teenage Witch, 1997) u boku Melissy Joan Hart jako Doug, instruktor narciarstwa wodnego. Na dużym ekranie zagrał po raz pierwszy w dramacie 12 Królików (12 Bucks, 1998). W serialu TNT Witchblade: Piętno mocy (Witchblade, 2001–2002) wystąpił jako detektyw Jake McCartey.
Chokachi był jednym z „50 najpiękniejszych ludzi na świecie” magazynu „People” w 1997.

## Życie prywatne
W latach 1997–1998 spotykał się z Brooke Langton. W 2004 poślubił Susan Brubaker. Mają córkę - Brit Madison (ur. 2011).

## Filmografia

### Filmy fabularne
- 1996: The Unspeakable (Shadow of a Scream, TV) jako Darren Metlick
- 1997: Zła do szpiku kości (Bad to the Bone, TV) jako Waldo
- 1998: 12 Królików (12 Bucks) jako Evil Lovejoy
- 1998: Słoneczny patrol (Baywatch: White Thunder at Glacier Bay, TV) jako Cody Madison
- 2000: Psycho Beach Party jako Eddie
- 2010: Costa Rican Summer jako Brad
- 2011: Surferka z charakterem (Soul Surfer) jako ratownik medyczny
- 2011: Wściekłość Yeti jako Jonas

### Seriale TV
- 1995-99: Słoneczny patrol (Baywatch)jako Cody Madison
- 1997: A teraz Susan (Suddenly Susan) jako Elliot
- 1997: Sabrina, nastoletnia czarownica (Sabrina, the Teenage Witch) jako Doug, instruktor narciarstwa Sabriny
- 1999: V.I.P. w roli samego siebie
- 2001–2002: Witchblade: Piętno mocy (Witchblade) jako detektyw Jake McCartey
- 2003: Agent w spódnicy (She Spies) jako Gordon Braddock/monter kablówki
- 2006: Ponad falą (Beyond the Break) jako Justin Healy